# 科里奥利环形山
科里奥利环形山(Coriolis)是月球背面赤道上一座古老的大撞击坑，约形成于酒海纪，其名称取自法国数学家、机械师及工程师加斯帕尔-古斯塔夫·科里奥利(1792年-1843年)，1970年被国际天文联合会正式批准接受。

## 描述
该环形山西侧紧邻芬宁·梅因纳斯环形山、西北偏北靠近迪费陨石坑，瓦利尔环形山位于它的东北偏北，它的东南偏东坐落了利普斯基环形山、而东南和西南则分别横亘了代达罗斯环形山和杜瓦环形山。该环形山的中心月面坐标为0°34′N 171°48′E / 0.56°N 171.80°E，直径78.56公里，深度2.788公里。
科里奥利环形山已严重损毁，其边缘轮廓呈多边形状，北侧坑壁略微外突并显示有部分地区已塌陷，沿南侧坡则覆盖了三座醒目撞击坑。该陨坑坑壁平均高出周边地形1350米，内部容积约5681.88公里³。碗状的坑底相对平坦，表面散布着许多小陨坑，东部和南部地区聚集有小陨坑群，中心区附近坐落着一些低矮的山丘。

## 卫星陨石坑
按惯例，最靠近科里奥利环形山的卫星坑在月图上以字母标注在该坑中心点的旁边。
| 科里奥利 | 纬度    | 经度      | 直径      |
| -------- | ------- | --------- | --------- |
| C        | 1.89° N | 173.20° E | 17.27公里 |
| G        | 0.04° N | 174.55° E | 17.74公里 |
| H        | 0.59° S | 174.06° E | 13.03公里 |
| L        | 2.04° S | 172.60° E | 30.52公里 |
| M        | 1.50° S | 171.52° E | 28.37公里 |
| S        | 0.10° N | 169.66° E | 17.54公里 |
| W        | 3.06° N | 168.05° E | 37.57公里 |
| Y        | 3.57° N | 170.96° E | 30.87公里 |
| Z        | 3.93° N | 171.48° E | 42.39公里 |

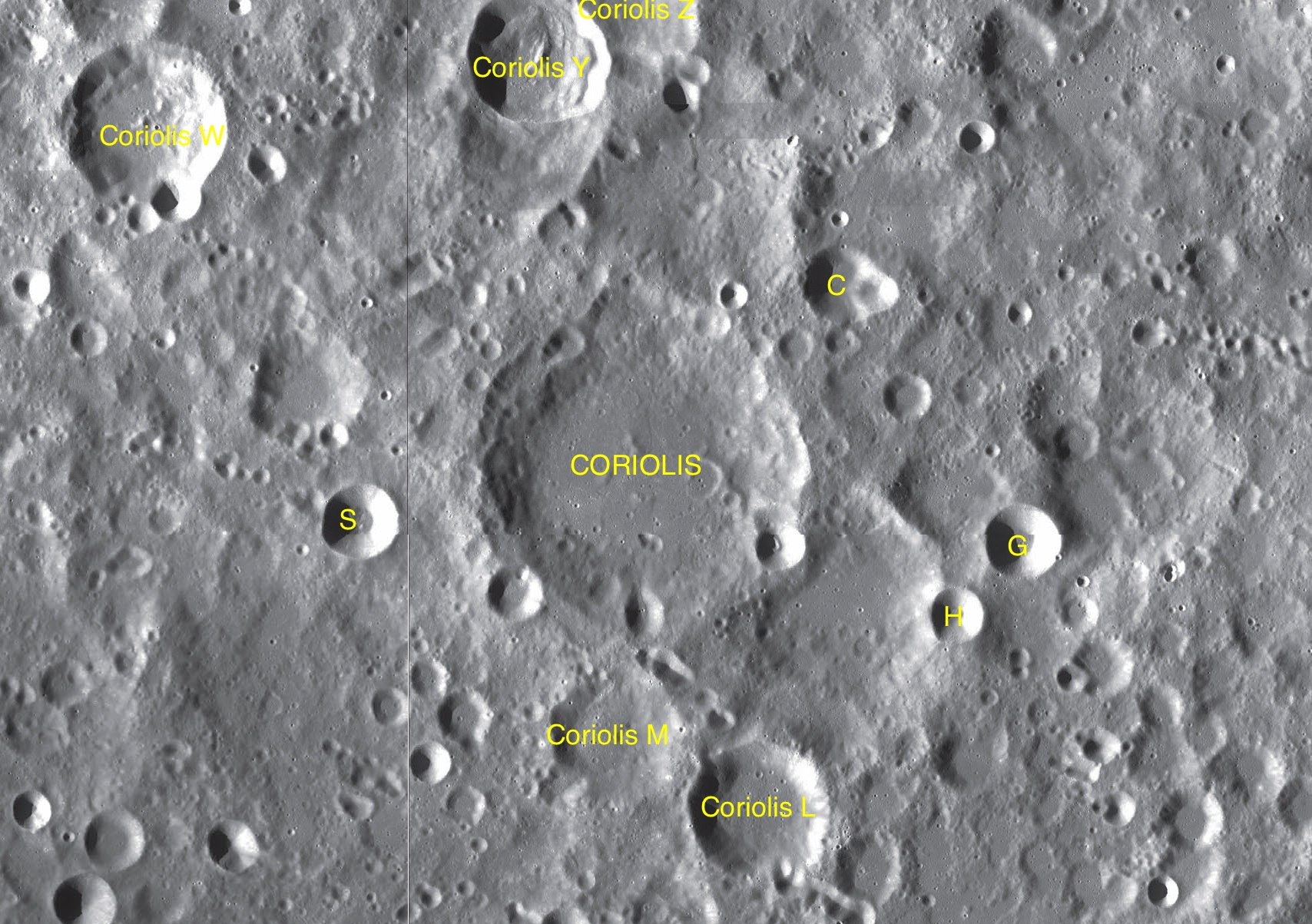
LAC-67、LAC-68、LAC-85及LAC-86拼接图

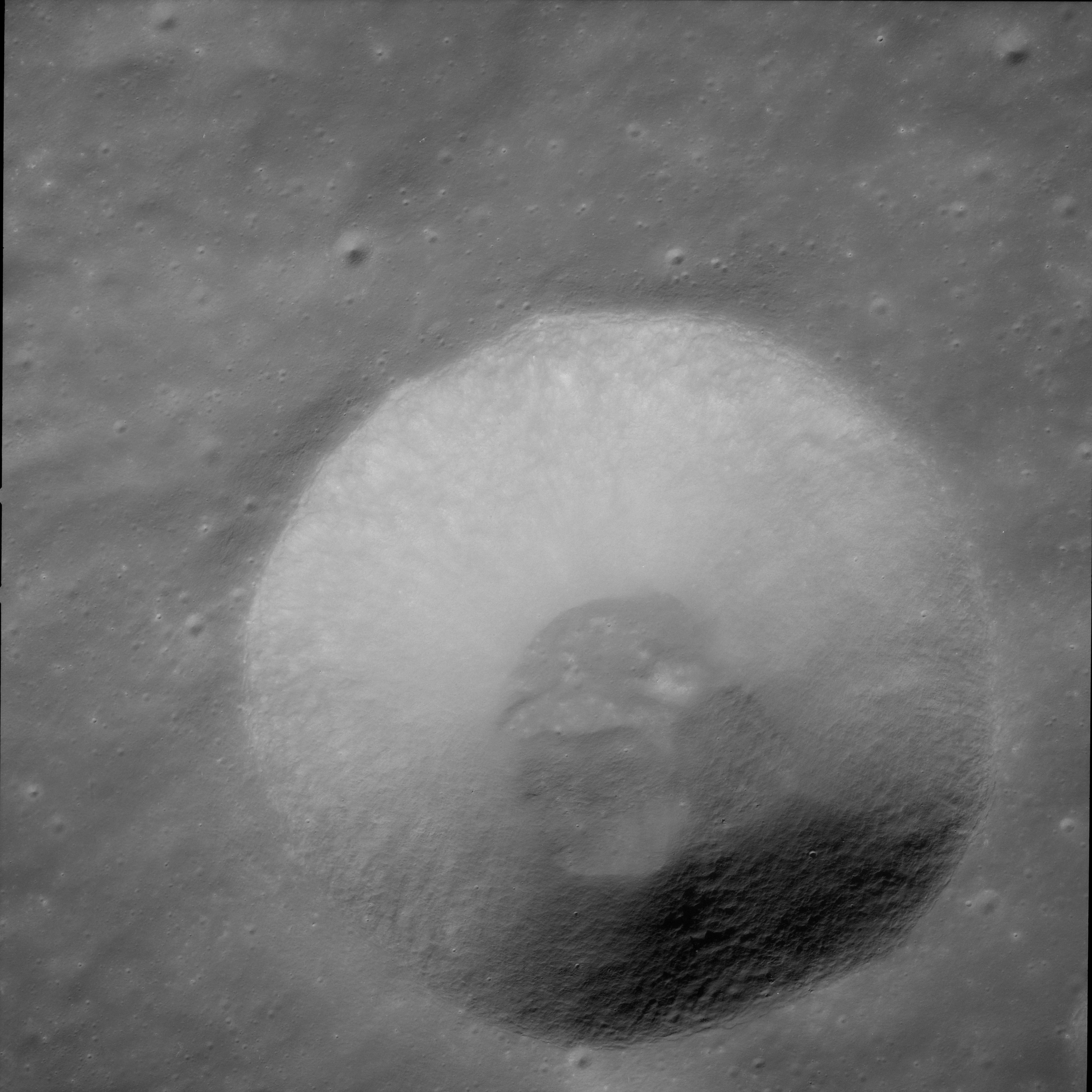
卫星坑"科里奥利 S"，(阿波罗11号拍摄)。

- 卫星坑"科里奥利 L"和"科里奥利 M"形成于酒海纪[1]；
- 卫星坑"科里奥利 Y"形成于爱拉托逊纪[1]。